# なんでもアリタっ!
『なんでもアリタっ!』はgoomoで2009年6月6日から無料配信されていたバラエティ番組。毎週土曜日更新。くりぃむしちゅー・有田哲平の冠番組。正式名称は『MOVIE PRODUCJION なんでもアリタっ! TEPPEI ARITA & OSAMU SHITARA』。

## 概説
有田哲平と設楽統をなんでも自由に使い映画監督に短編映画を撮ってもらうバラエティ番組。有田と設楽は『むちゃぶり!』以来のレギュラー番組共演となる（ただし、『むちゃぶり!』では設楽は声のみの出演）。

### 番組構成・映画完成までの流れ
基本的に1作品につき「監督紹介」「撮影完全密着」「完成試写会」「感想・解説」の4回に分けて配信される。

「監督紹介」は通常カフェや倉庫などの一角を借りて撮影される。

「撮影現場」は撮影日の一日密着取材という形式。

「作品上映」「試写会の様子」は試写室を借りて収録される。
監督紹介
冒頭に番組のオープニングトークがあり、前回の映画について振り返るなどのやりとりがある。その際、前回撮影した映画のDVDパッケージ（スタッフが制作した物）が披露されるが、販売はされていない。
その後、監督を呼び込み、監督の略歴や好きな映画など簡単なプロフィールを紹介する。たいていの場合、監督は新作映画のプロモーションも兼ねて出演しているため、映画の宣伝ポスターなどが壁に掲げられている。その後、監督から台本が手渡され、演じるに当たっての注意点などについてのやりとりがある。また、監督が映画にかける思いを語り、その中で監督が発した言葉が次回放送分の冒頭で紹介される。
撮影完全密着
実際に映画で活躍する俳優やスタッフを起用し、撮影現場では監督が納得するまでワンシーンを何度も撮り直すなどバラエティ番組とはいえ、本格的な映画制作となっている。監督側も、新作映画のプロモーションという名目があるとはいえ、撮影時間以外の制約なく自由に撮影できる貴重な機会というメリットがあり（ヨリコ・ジュン監督談）どの監督も他の作品と変わらぬ情熱を注いだ完成度の高い作品を制作している。この回は鈴木ゆうこによるナレーションを軸に進行する。鈴木はフジテレビ系の番組『放送禁止』のナレーションを担当しており、有田が同番組の大ファンであることも当番組への起用に関係しており、将来的に長江俊和監督へ出演依頼することも視野に入れてのことである
完成試写会
映画制作で実際に使用される試写室を借りて監督とともに出来上がった映画を鑑賞する。第1作目の試写会では有田と設楽は緊張気味であったが中川陽介は「こんな楽な試写会はない。普段はクライアントやスポンサーさんも来てますから」と語っていた。
この回では編集を終えての感想などを監督に軽くインタビューした後、作品が上映されるのみで、監督・有田・設楽が鑑賞している様子や各々の感想は次の回に配信される。通常、goomoの動画は途中に2度ほど他番組の広告が挿入される事が多いが、この回に関しては例外らしく中断なく映画が配信される。
感想・解説
監督、有田、設楽が鑑賞している様子が映され、その後各々の感想、監督からみた有田・設楽の演技、この映画で伝えたかったことなどが話される。また、製作した作品は様々な映画祭に実際に出品されており、そのことについてもこの回に報告があるが、今のところ成果は上がっていない。

## 放送リスト
| #  | 配信日         | 作品名・役名・監督名 | 放送分 |
| -- | -------------- | --- | ------ |
| 01 | 2009年6月6日   | 「エガオノキオク」 有田：有田巡査 役・上原一也 役（二役） 設楽：設楽さん 役 監督：沖縄ノスタルジー映画の鬼才 中川陽介 （群青 愛が沈んだ海の色） | 18：46 |
| 02 | 2009年6月13日  | 「エガオノキオク」 有田：有田巡査 役・上原一也 役（二役） 設楽：設楽さん 役 監督：沖縄ノスタルジー映画の鬼才 中川陽介 （群青 愛が沈んだ海の色） | 22：17 |
| 03 | 2009年6月20日  | 「エガオノキオク」 有田：有田巡査 役・上原一也 役（二役） 設楽：設楽さん 役 監督：沖縄ノスタルジー映画の鬼才 中川陽介 （群青 愛が沈んだ海の色） | 14：14 |
| 04 | 2009年6月27日  | 「エガオノキオク」 有田：有田巡査 役・上原一也 役（二役） 設楽：設楽さん 役 監督：沖縄ノスタルジー映画の鬼才 中川陽介 （群青 愛が沈んだ海の色） | 17：38 |
| 05 | 2009年7月4日   | 「池やんとオレ」 有田：池やん 役 設楽：ヨシオ 役 監督：電通エリートCMディレクター 大岡俊彦 （いけちゃんとぼく）                                 | 18：22 |
| 06 | 2009年7月11日  | 「池やんとオレ」 有田：池やん 役 設楽：ヨシオ 役 監督：電通エリートCMディレクター 大岡俊彦 （いけちゃんとぼく）                                 | 14：49 |
| 07 | 2009年7月18日  | 「池やんとオレ」 有田：池やん 役 設楽：ヨシオ 役 監督：電通エリートCMディレクター 大岡俊彦 （いけちゃんとぼく）                                 | 18:21  |
| 08 | 2009年7月25日  | 「池やんとオレ」 有田：池やん 役 設楽：ヨシオ 役 監督：電通エリートCMディレクター 大岡俊彦 （いけちゃんとぼく）                                 | 13:24  |
| 09 | 2009年8月22日  | 「毬藻さん」 有田：毬藻さん 役 設楽：峰 役 監督：水戸短編映画祭グランプリ受賞 沖田修一 （南極料理人）                                           | 14：12 |
| 10 | 2009年8月29日  | 「毬藻さん」 有田：毬藻さん 役 設楽：峰 役 監督：水戸短編映画祭グランプリ受賞 沖田修一 （南極料理人）                                           | 14：49 |
| 11 | 2009年9月7日   | 「毬藻さん」 有田：毬藻さん 役 設楽：峰 役 監督：水戸短編映画祭グランプリ受賞 沖田修一 （南極料理人）                                           | 17：20 |
| 12 | 2009年9月12日  | 「毬藻さん」 有田：毬藻さん 役 設楽：峰 役 監督：水戸短編映画祭グランプリ受賞 沖田修一 （南極料理人）                                           | 11：56 |
| 13 | 2009年9月20日  | 「伝説の男」 有田：クランキー松本 役 設楽：AD山田宗男 役 監督：青春ドタバタコメディの鬼才 夏目大一朗 （スリーデイボーイズ）                     | 15：23 |
| 14 | 2009年9月26日  | 「伝説の男」 有田：クランキー松本 役 設楽：AD山田宗男 役 監督：青春ドタバタコメディの鬼才 夏目大一朗 （スリーデイボーイズ）                     | 14：58 |
| 15 | 2009年10月3日  | 「伝説の男」 有田：クランキー松本 役 設楽：AD山田宗男 役 監督：青春ドタバタコメディの鬼才 夏目大一朗 （スリーデイボーイズ）                     | 16：22 |
| 16 | 2009年10月10日 | 「伝説の男」 有田：クランキー松本 役 設楽：AD山田宗男 役 監督：青春ドタバタコメディの鬼才 夏目大一朗 （スリーデイボーイズ）                     | 14：43 |
| 17 | 2009年10月24日 | 「montage」 有田：大村宗一郎 役 設楽：木下智則 役 監督：若手№1売れっ子監督 寺内康太郎 （華鬼）                                                  | 16：27 |
| 18 | 2009年10月31日 | 「montage」 有田：大村宗一郎 役 設楽：木下智則 役 監督：若手№1売れっ子監督 寺内康太郎 （華鬼）                                                  | 15：15 |
| 19 | 2009年11月9日  | 「montage」 有田：大村宗一郎 役 設楽：木下智則 役 監督：若手№1売れっ子監督 寺内康太郎 （華鬼）                                                  | 23：08 |
| 20 | 2009年11月14日 | 「montage」 有田：大村宗一郎 役 設楽：木下智則 役 監督：若手№1売れっ子監督 寺内康太郎 （華鬼）                                                  | 14：29 |
| 21 | 2009年11月18日 | 「mamma」 有田：アリタ 役 設楽：シタラ 役 監督：ハイパーメディアクリエーター ヨリコジュン （いぬばか）                                          | 18：11 |
| 22 | 2009年11月21日 | 「mamma」 有田：アリタ 役 設楽：シタラ 役 監督：ハイパーメディアクリエーター ヨリコジュン （いぬばか）                                          | 21：15 |
| 23 | 2009年12月5日  | 「mamma」 有田：アリタ 役 設楽：シタラ 役 監督：ハイパーメディアクリエーター ヨリコジュン （いぬばか）                                          | 29：06 |
| 24 | 2009年12月12日 | 「mamma」 有田：アリタ 役 設楽：シタラ 役 監督：ハイパーメディアクリエーター ヨリコジュン （いぬばか）                                          | 16：47 |
| 25 | 2010年1月16日  | 「電エース」 有田：電 一（はじめ）役 設楽：電 次郎 役 監督：バカ映画の巨匠 河崎実 （超人大統領オバマン）                                        | 16:12  |
| 26 | 2010年1月23日  | 「電エース」 有田：電 一（はじめ）役 設楽：電 次郎 役 監督：バカ映画の巨匠 河崎実 （超人大統領オバマン）                                        | 15:55  |
| 27 | 2010年1月30日  | 「電エース」 有田：電 一（はじめ）役 設楽：電 次郎 役 監督：バカ映画の巨匠 河崎実 （超人大統領オバマン）                                        | 21:28  |
| 28 | 2010年2月6日   | 「電エース」 有田：電 一（はじめ）役 設楽：電 次郎 役 監督：バカ映画の巨匠 河崎実 （超人大統領オバマン）                                        | 16:55  |

## エピソード

### イロモネア出場
2010年1月3日放送回『ウンナン極限ネタバトル! ザ・イロモネア 笑わせたら100万円』に2人で番組宣伝を目的に「goomo所属・なんでもアリタっ!」として出場。結果はファイナルステージ敗退。設楽はバナナマンとして、同番組最多出場している。有田はこれ以前に『アリケン』『ホリペイ』の宣伝のために同番組で共演するネプチューン堀内健と共に出演したことがある。

## スタッフ
- 構成：松井洋介、成瀬正人
- 音声：大塚祐治
- CG：SPAICA
- 音響効果：太田光則
- 編集：定野正司
- MA：岩下順
- 技術協力：ROGUE、アンサーズ
- 撮影協力：TCC試写室
- ナレーター：鈴木ゆうこ
- AD：五島大徳、韓英花
- AP：久田誠司
- ディレクター：中野貴文
- 演出：北山孝
- プロデューサー：中川通成、山地孝英
- 制作：ジーヤマ